# نقص السعرات الحرارية
نقص السعرات الحرارية هو أي نقص في كمية [السعرات الحرارية] المستهلكة نسبة إلى كمية السعرات الحرارية المطلوبة للحفاظ على وزن الجسم الحالي ( توازن الطاقة ). يمكن أنشاء عجز عن طريق خفض مدخلات السعرات الحرارية المستهلكة (انخفاض استهلاك الغذاء ويعرف أيضا باتباع نظام غذائي). ويمكن أيضا خلق العجز عن طريق زيادة الإنتاج دون زيادة مقابلة في المدخلات، زيادة الناتج عن زيادة النشاط البدني. من زيادة السعرات الحرارية اللازمة اشفاء إصابة أو من النمو. هناك أيضا بعض المواد بما في ذلك الكافيين والذي يمكن أن يخلق زيادة صغيرة (3-5%) في الإنفاق على السعرات الحرارية عبر مجموعة متنوعة من المسارات التي تشمل زيادة مستويات النشاط البدني وزيادة زيادة الحرارة (مخرجات الحرارة) أو عن طريق الحد من المدخلات الجرارية عن طريق قمع الشهية. الأدوية والعقاقير العشبية تنشأ تأثير الأيض أكثر تطرفا ومع ذلك فإنها تسبب زيادات حادة في معدل ضربات القلب وتوليد الحرارة التي يمكن أن تسبب الوفاة حتي في الأفراد الأصحاء والرياضيين، وهذه الأدوية تباع على نطاق واسع.
مع انخفاض السعرارت الحرارية اللازمة لتجانس الطاقة مع انخفاض كتلة الكائنات الحية، إذا تم الحفاظ على عجز معتدل في نهاية المطاف سيتم الموصول إلي وزن جديد (أقل) والحفاظ عليه، والكائن الحي لم يعد لديع عجز في السعرات الحرارية\
من ناحية أخرى، فإن العجز الحاد الدائم الذي يحتوي على عدد قليل جدا من السعرات الحرارية سؤدي في نهلية المطاف إلي النهاية الي الموت. للحد من 1 كيلو جرام من الوزن هناك حاجة إلى حوالي 7000 من السعرات الحرارية.

## قوانين حساب السعرات الحرارية
قوانين حساب السعرات الحرارية هي نوع من القوانين التي تتطلب المطاعم (عادة سلاسل المطاعم الكبيرة فقط) لنشر طاقة الغذاء والمعلومات الغذائية على الطعام المقدم في القوائم.
وقد أظهرت الدراسات على سلوك المستهلك أنه بالنسبة لبعض سلاسل الوجبات السريعة يقلل المستهلك من استهلاك السعرات الحرارية ولكن في سلاسل أخرى لا تفعل ذلك. استجابةً للوائح الفيدرالية في الولايات المتحدة، قامت بعض سلاسل المطاعم بتعديل بعض العناصر لتقليل السعرات الحرارية، أو قدمت عناصر قائمة جديدة كبدائل منخفضة السعرات الحرارية.

### الولايات المتحدة
صدر في مدينة نيويورك عام 2008 أول قانون لتحديد العلامات بناءً على السعرات الحرارية في الولايات المتحدة. وتعتبر ولاية كاليفورنيا أول ولاية أقرت قانوناً لحساب السعرات الحرارية في عام 2009. يُذكر أنه يمكن فرض غرامات تصل إلى 2000 دولار على المطاعم التي لا تمتثل للقانون. وقد اتبعت مناطق وولايات أخرى بإصدار قوانين مشابهة.
أدرجت في عام 2010 متطلبات العلامات التغذوية ضمن قانون الرعاية الصحية بأسعار معقولة في القانون الفيدرالي، لكن تم تأجيل تطبيقها عدة مرات من قبل إدارة الغذاء والدواء حتى بدأ تنفيذها في 7 مايو 2018.

### التحديات القانونية
في عام 2009، أيدت محكمة الاستئناف الفيدرالية تشريع مدينة نيويورك لعام 2007 الذي يلزم معظم مطاعم الوجبات السريعة والسلاسل الرئيسية بعرض معلومات السعرات الحرارية بوضوح على قوائم الطعام. يسري هذا القانون على المطاعم التي تنتمي إلى سلاسل تضم 15 فرعًا أو أكثر وتعمل على الصعيد الوطني.